# It Wasn't Me
Singles par Shaggy
Piece of My Heart
(1997) Angel
(2001)
It Wasn't Me est une chanson à succès sortie en 2000 par le chanteur reggae, Shaggy, avec Ricardo "Rikrok" Ducent.

## Développement
La chanson est basée sur une ligne du film de Eddie Murphy, Raw. Les paroles dépeignent un homme (Ricardo Ducent) demandant à l'autre ce qu'il faut faire après que son amie l'ait surpris avec une autre femme. Les conseils de Shaggy consistent à tout nier avec la phrase "Ce n'était pas moi" (it wasn't me), malgré toutes les preuves à charge. 
La chanson a été la première de Shaggy numéro un avec un grand succès aux États-Unis, et la suivante, "Angel", a également atteint le numéro un. 

En France, le titre est resté classé pendant 28 semaines dont 10 semaines numéro 1. La chanson est également parvenue numéro un aux UK Singles Chart le 4 mars 2001, faisant de la chanson transatlantique Chart topper. Le vidéoclip a reçu plus de 142 000 000 vues sur YouTube (au 26 août 2019).

## Liste des pistes
CD single
1. It wasn't me (Radio Edit) — (3:43)
2. It wasn't me (Vocal 12 s Mix) — (3:49)

CD maxi
1. Angel (Radio Edit) — 3:31
2. Angel (Seabreeze Mix) — 3:46
3. It Wasn't Me (Crash & Burn Remix) de Shaggy featuring Rikrok — 5:37
4. Angel (Enhanced Video)